# Hebron, Pennsylvania
Hebron är en så kallad census-designated place i Lebanon County i Pennsylvania. Vid 2010 års folkräkning hade Hebron 1 305 invånare.